# آوریل (فیلم ۱۹۹۸)
«آوریل» (ایتالیایی: Aprile) یک فیلم به کارگردانی نانی مورتی است که در سال ۱۹۹۸ منتشر شد. از بازیگران آن می‌توان به نانی مورتی اشاره کرد.